# Joachim Hoppe
Joachim Hoppe (* 24. Januar 1963 in Olsberg) ist ein Brigadegeneral des Heeres der Bundeswehr und seit April 2023 Stellvertretender Kommandeur der 1. Panzerdivision in Oldenburg. 

## Militärische Laufbahn
Hoppe trat 1982 als Offizieranwärter beim Panzergrenadierbataillon 62 in Wolfhagen in die Bundeswehr ein. Von 1983 bis 1987 studierte er Pädagogik, Politikwissenschaft, Soziologie und evangelische Theologie an der Universität der Bundeswehr Hamburg. Das Studium schloss er als Diplom-Pädagoge ab. Von 1987 bis 1991 erfolgten Verwendungen als Zugführer im Panzergrenadierbataillon 192 in Ahlen. Anschließend war er bis 1995 Kompaniechef in den Jägerbataillonen 522 in Fürstenau und 533 in Düren. Es folgte eine Verwendung als Ordonnanzoffizier beim Inspekteur des Heeres, zunächst Generalleutnant Hartmut Bagger, dann Generalleutnant Helmut Willmann, im Bundesministerium der Verteidigung in Bonn bis 1998. Nachdem Hoppe für ein Jahr als Referent im Planungsstab des Bundesministers der Verteidigung gedient hatte, besuchte er von 1999 bis 2000 den Generalstabslehrgang mit internationaler Beteiligung (LGAI) an der Führungsakademie der Bundeswehr in Hamburg. Von 2000 bis 2002 folgte eine Verwendung als G2 im Zentrum für Nachrichtenwesen der Bundeswehr in Grafschaft, an die sich eine Verwendung als Personalstabsoffizier im Streitkräfteamt in Bonn anschloss. Im Bundesministerium der Verteidigung in Bonn war Hoppe von 2004 bis 2007 Referent im Führungsstab der Streitkräfte, Referat Fü S/Z. Von 2008 bis 2010 war er Bataillonskommandeur des Fallschirmjägerbataillons 313 in Seedorf und ab Oktober 2014 als erster Regimentskommandeur des Fallschirmjägerregiments 31 am selben Standort.
Zwischen diesen Verwendungen war Hoppe bis 2012 Personalführer im Personalamt der Bundeswehr in Köln und bis 2014 Referent im Arbeitsbereich Personal im Büro des Generalinspekteurs im Bundesministerium der Verteidigung in Berlin. Im März 2014 wurde Hoppe letzter stellvertretender Kommandeur der Luftlandebrigade 31 in Oldenburg. 2016 wurde er stellvertretender Kommandeur der Unteroffiziersschule des Heeres in Delitzsch und war für die Führung der drei Feldwebel-/Unteroffizieranwärterbataillone des Heeres zuständig, ehe Hoppe im Juni 2018 Verbindungsoffizier beim Bundespräsidenten im Bundespräsidialamt wurde. Diesen Dienstposten verließ er im Oktober 2021. Hoppe war ab April 2022 Direktor des NATO Advisory and Liaison Team in Pristina im Kosovo. Im April 2023 wurde er Stellvertretender Kommandeur der 1. Panzerdivision in Oldenburg.

## Privates
Hoppe ist verheiratet und hat zwei Töchter.

## Schriften (als Herausgeber)
- Sascha Brinkmann, Joachim Hoppe (Hrsg.): Generation Einsatz. Fallschirmjäger berichten ihre Erfahrungen aus Afghanistan. Carola Hartmann Miles-Verlag, Berlin 2010, ISBN 978-3-937885-25-4.
- Sascha Brinkmann, Joachim Hoppe, Wolfgang Schröder (Hrsg.): Feindkontakt. Gefechtsberichte aus Afghanistan. E.S. Mittler & SohnOrt=Hamburg-Berlin-Bonn, 2013, ISBN 978-3-8132-0954-9.
- Joachim Hoppe, Manfred Wilde (Hrsg.): Die Unteroffizierschule des Heeres. Die militärische Meisterschule. Carola Hartmann Miles-Verlag, Berlin 2018, ISBN 978-3-945861-74-5.